# District de Chomutov

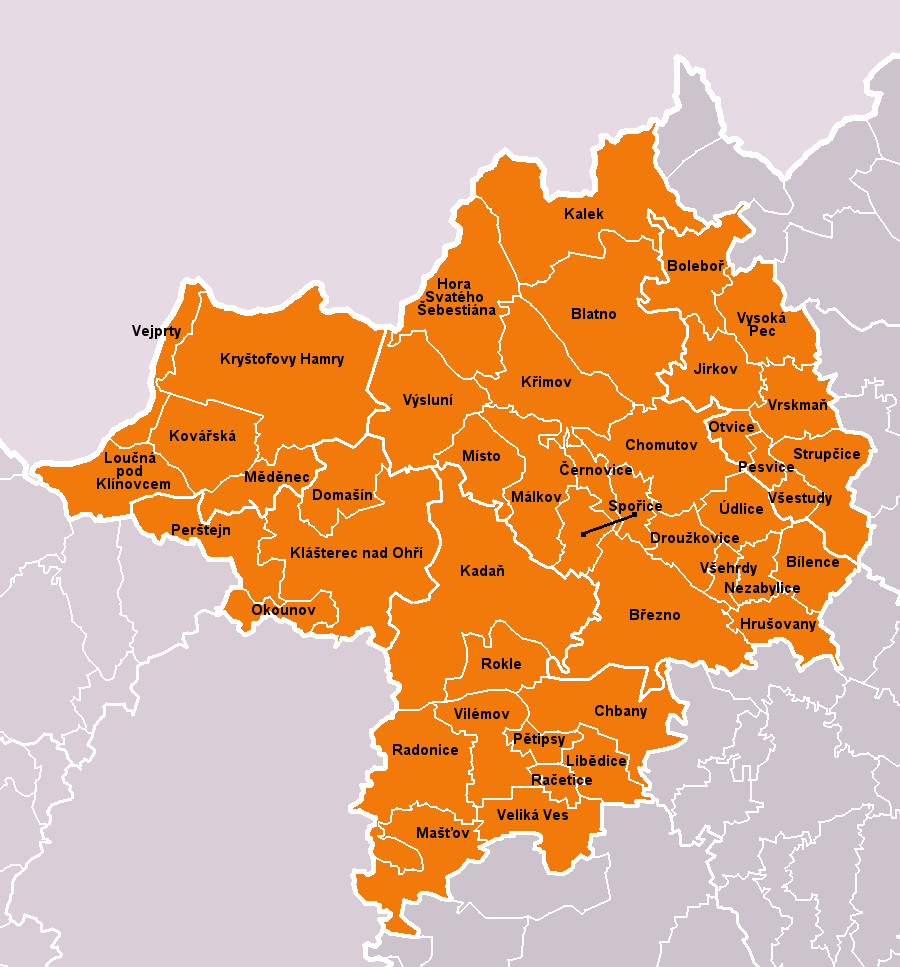
Carte des communes du district de Chomutov.

Le district de Chomutov (en tchèque : okres Chomutov) est un des sept districts de la région d'Ústí nad Labem, en Tchéquie. Son chef-lieu est la ville de Chomutov.

## Liste des communes
Le district compte 44 communes, dont 8 ont le statut de ville (město, en gras) et 1 celui de bourg (městys, en italique) :
Bílence •
Blatno •
Boleboř •
Březno •
Černovice •
Chbany •
Chomutov •
Domašín •
Droužkovice •
Hora Svatého Šebestiána •
Hrušovany •
Jirkov •
Kadaň •
Kalek •
Klášterec nad Ohří •
Kovářská •
Křimov •
Kryštofovy Hamry •
Libědice •
Loučná pod Klínovcem •
Málkov •
Mašťov •
Měděnec •
Místo •
Nezabylice •
Okounov •
Otvice •
Perštejn •
Pesvice •
Pětipsy •
Račetice •
Radonice •
Rokle •
Spořice •
Strupčice •
Údlice •
Vejprty •
Veliká Ves •
Vilémov •
Vrskmaň •
Všehrdy •
Všestudy •
Výsluní •
Vysoká Pec

## Principales communes
Population des principales communes du district au 1er janvier 2023 et évolution depuis le 1er janvier 2022 :
| Chomutov           | 46 940 | en augmentation |
| Jirkov             | 19 305 | en augmentation |
| Kadaň              | 18 275 | en augmentation |
| Klášterec nad Ohří | 14 324 | en augmentation |
| Vejprty            | 2 793  | en augmentation |
| Spořice            | 1 555  | en augmentation |
| Březno             | 1 463  | en augmentation |
| Údlice             | 1 331  | en augmentation |
| Radonice           | 1 185  | en stagnation   |
| Perštejn           | 1 161  | en augmentation |